# Kōshō Tennō
Kōshō Tennō (孝昭天皇?) fue el quinto emperador del Japón según la lista tradicional de Emperadores de Japón.
No existen datos claros acerca de este emperador y es conocido por los historiadores como un "Emperador legendario". Fue el cuarto de ocho emperadores sin leyenda. En el Kojiki y el Nihonshoki sólo se recopilan su nombre y su genealogía. Tradicionalmente se creyó en su existencia durante la historia y se le atribuyó una tumba, pero estudios recientes apoyan la teoría de que esta persona no ha existido. Falleció en 392 a. C., a la edad de 113 años.
Su nombre póstumo literalmente significa "manifestación filial".